# Cypress Gardens (Ort, Florida)
Cypress Gardens ist ein census-designated place (CDP) im Polk County im US-Bundesstaat Florida mit 10.169 Einwohnern (Stand: 2020).

## Geographie
Cypress Gardens grenzt im Nordwesten direkt an die Stadt Winter Haven und liegt rund 20 Kilometer nordöstlich von Bartow sowie etwa 70 Kilometer südwestlich von Orlando. Der CDP wird von der Florida State Road 540 durchquert.

## Demographische Daten
Laut der Volkszählung 2010 verteilten sich die damaligen 8917 Einwohner auf 4214 Haushalte. Die Bevölkerungsdichte lag bei 909,9 Einw./km². 90,8 % der Bevölkerung bezeichneten sich als Weiße, 4,5 % als Afroamerikaner, 0,4 % als Indianer und 1,9 % als Asian Americans. 1,1 % gaben die Angehörigkeit zu einer anderen Ethnie und 1,3 % zu mehreren Ethnien an. 6,2 % der Bevölkerung bestand aus Hispanics oder Latinos.
Im Jahr 2010 lebten in 27,5 % aller Haushalte Kinder unter 18 Jahren sowie 36,7 % aller Haushalte Personen mit mindestens 65 Jahren. 69,7 % der Haushalte waren Familienhaushalte (bestehend aus verheirateten Paaren mit oder ohne Nachkommen bzw. einem Elternteil mit Nachkomme). Die durchschnittliche Größe eines Haushalts lag bei 2,41 Personen und die durchschnittliche Familiengröße bei 2,87 Personen.
22,6 % der Bevölkerung waren jünger als 20 Jahre, 19,6 % waren 20 bis 39 Jahre alt, 29,5 % waren 40 bis 59 Jahre alt und 28,3 % waren mindestens 60 Jahre alt. Das mittlere Alter betrug 46 Jahre. 47,8 % der Bevölkerung waren männlich und 52,2 % weiblich.
Das durchschnittliche Jahreseinkommen lag bei 52.762 $, dabei lebten 13,6 % der Bevölkerung unter der Armutsgrenze.
Im Jahr 2000 war Englisch die Muttersprache von 95,38 % der Bevölkerung, Spanisch sprachen 3,51 % und 1,11 % sprachen Französisch.